# لیف پوئیشنوف
لیف پوئیشنوف (انگلیسی: Leff Pouishnoff; ۱۱ اکتبر ۱۸۹۱ – ۲۸ مهٔ ۱۹۵۹) آهنگساز، و نوازنده پیانو اهل بریتانیا بود.